# 테스트 파일럿
테스트 파일럿(test pilot)은 새로 만들거나 특별한 용도로 개조한 비행기를 타고 시험 비행을 해서, 기술적으로 성능을 검증해서 설계 안전성을 확보하는 비행 조종사이다.

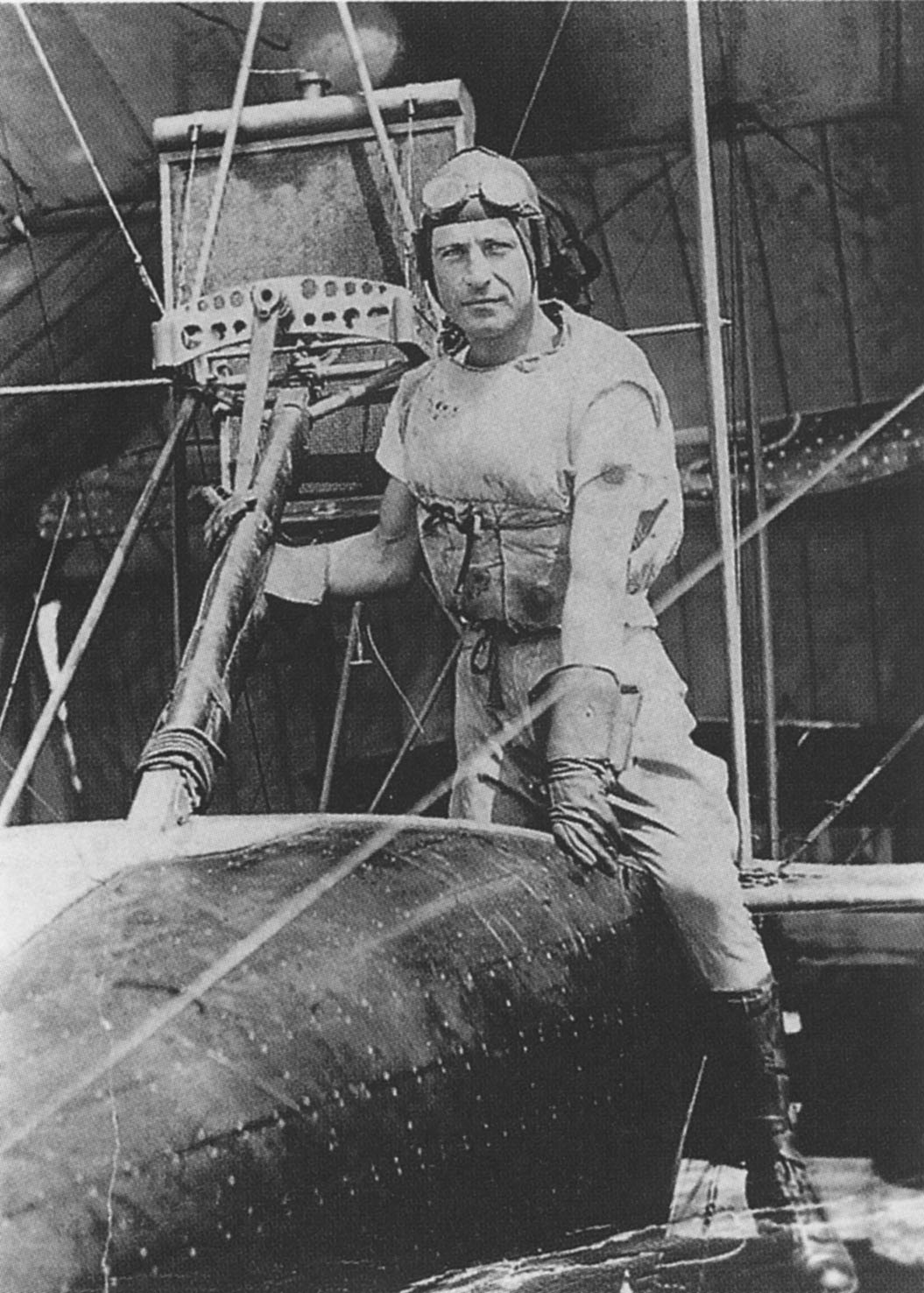
1917년 급회전에서 회복되는 최선의 방법을 연구한 미해병 프랜시스 티 이밴스

## 개요
테스트 파일럿은 보통 군대나 민간 비행체 제작 회사에서 근무하면서, 군 항공기나 새로 개발된 미 검증된 비행체를 시험해왔다.
1950년대의 테스트 파일럿은 일주일에 한 명 꼴로 사망했는데, 항공기 제작기술의 개발과 지상 시험, 가상 시험, 무인 시험 등의 방법이 개발되면서 빠른 속도로 사망률이 낮아 졌다. 하지만 아직까지 비행체를 시험하는 일은 비행 형태 중 가장 위험한 행동으로 꼽힌다.

## 자격
테스트 파일럿은 다음과 같은 자격을 가져야 한다.
- 시험 계획을 숙지한다.
- 시험 계획에 따라서 특정한 방법으로 비행한다.
- 각 시험 결과를 자세하게 기록으로 남긴다.
- 비행체에 대한 충분한 이해를 가지고, 비행시 특이 사항을 정확하게 짚어낸다.
- 시험 비행중 비행체가 고장났을 경우 재빠르게 해결한다.
- 한꺼번에 발생하는 다양한 고장에도 신속하게 대처한다.

테스트 파일럿은 항공 공학에 해박한 지식을 가지고 시험 목적, 과정을 잘 이해해야 한다. 비행 계획에 따른 정확한 비행 능력과 평균 이상의 충분한 분석 능력을 갖춰야 한다.

## 역사
시험 비행은 제 1차 세계 대전 중에 영국 왕립 비행 연구소에서 처음으로 체계적으로 시작되었다. 실험 비행은 중앙 비행 학교에서 형태를 갖췄다. 1920년대에는 영국과 미국 국립 항공 기술 위원회를 통해 많은 발전을 해왔다. 1950년대 국립 항공 기술 위원회는 미국 항공우주국으로 체계를 갖추면서 이 시기에 비행체의 안전성과 조정 능력, 시험 비행이 수준높은 전문 과학 분야로 개발되었다.

## 주요 테스트 파일럿

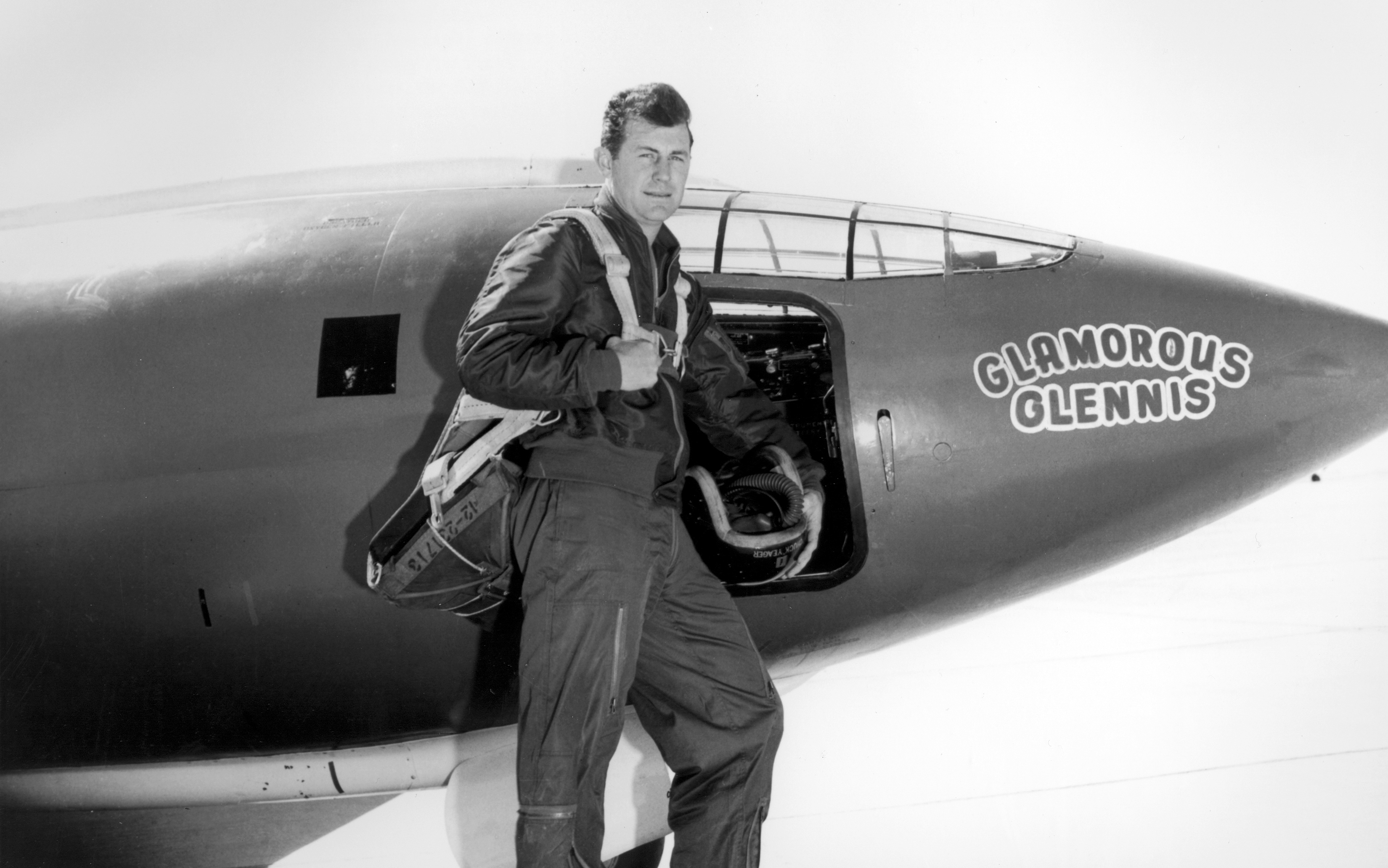
X-1기와 함께 선 척 예거 - 음속을 돌파한 최초의 테스트 파일럿
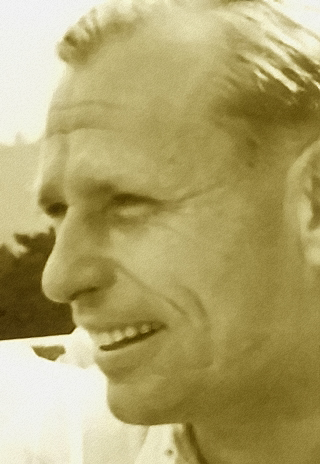
에릭 워시츠 기장 - 세계 첫 제트 비행사
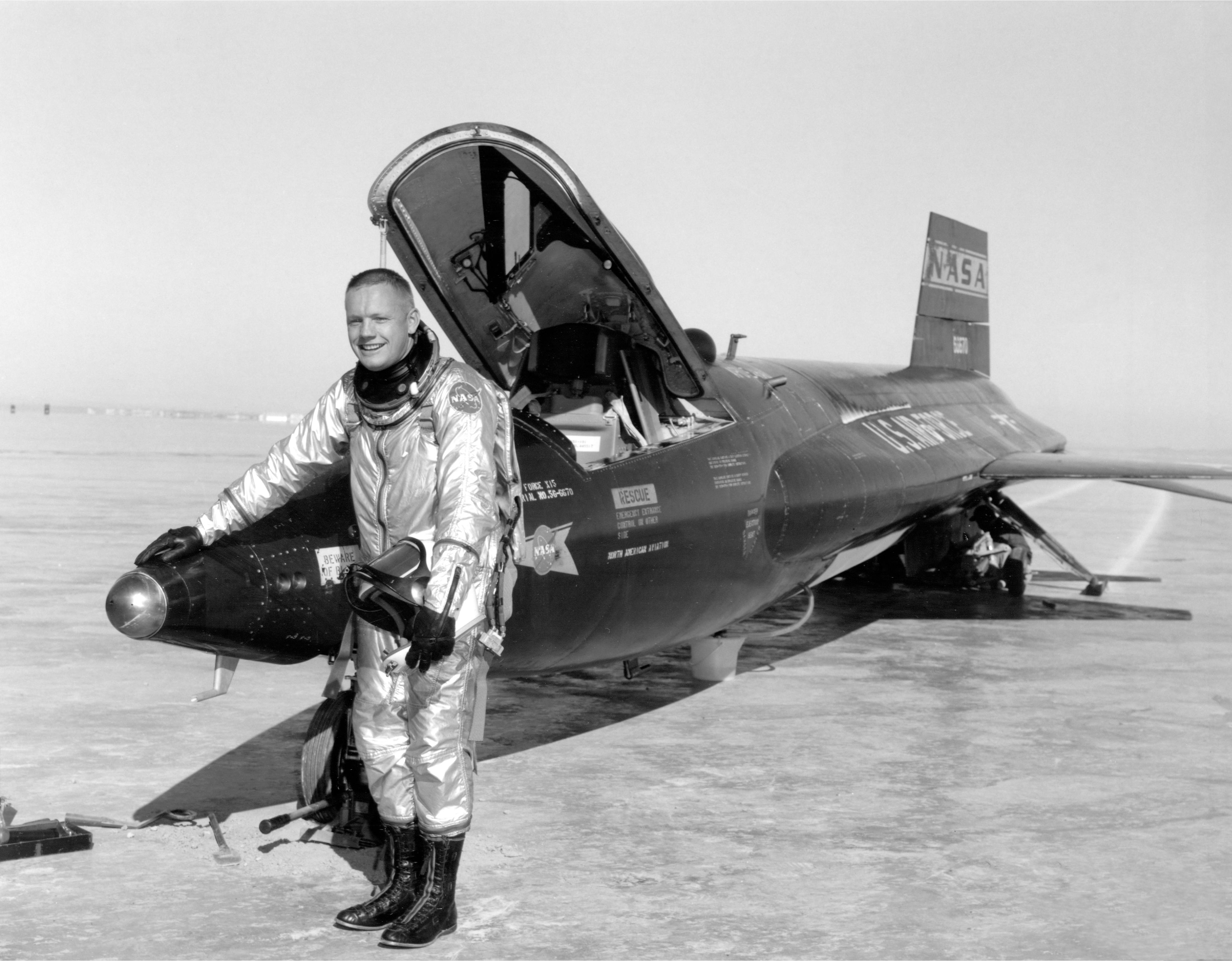
닐 암스트롱 X-15 비행사이자 달을 걸어다닌 최초의 인간

## 같이 보기
- 선행 연구(pilot study, pilot test)